# Печера відлюдника
Пече́ра відлю́дника — порожнина у травертиновій скелі. Розташоване поблизу села Литячі Заліщицького району Тернопільської області, в лісі на вершині схилу балки, за 2 км на південний схід від села.
Вхід у печеру — округлий отвір на вертикальній стінці на висоті 4-5 м від її підошви.
За розповідями старожилів, у цій печері в 1930-ті рр. жив монах-відлюдник. Тут він вирубав місце для ліжка та обладнав витяжку для розведення вогнища. Харчувався здебільшого тим, що міг назбирати в лісі. Іноді виходив у села Литячі, Шутроминці (нині Заліщицького району), розмовляв із їхніми мешканцями на релігійні та морально-етичні теми, вів щоденник. Пропав безвісти під час німецько-радянської війни.